# ホマム・アフメド
ホマム・アフメド（アラビア語: همام أحمد, 英語: Homam Ahmed, 1999年8月25日 - ）は、カタールのサッカー選手。アル・ガラファ所属。カタール代表。ポジションはDF。

## 経歴
2018年、提携クラブであったKASオイペンのリザーブチームに加入した。2019年8月、カタールに帰国しアル・ガラファSCに加入。2019-20シーズンの第5節アル・スィーリーヤSC戦でデビューした。その後はレギュラーとして起用されるようになった。

### 代表
年代別のカタール代表に招集された。
2019年11月14日のシンガポール代表戦でA代表デビューを飾った。
母国開催となる2022 FIFAワールドカップを戦う本大会メンバーに招集された。

## 代表歴

### 出場大会
- カタール代表
  - 2022 FIFAワールドカップ

### 試合数
- 国際Aマッチ 51試合 3得点（2019年-）[4]

| カタール代表 | 国際Aマッチ | 国際Aマッチ |
| 年           | 出場        | 得点        |
| ------------ | ----------- | ----------- |
| 2019         | 1           | 0           |
| 2020         | 1           | 0           |
| 2021         | 21          | 2           |
| 2022         | 11          | 0           |
| 2023         | 17          | 1           |
| 2024         |             |             |
| 通算         | 51          | 3           |